# 2439 Ulugbek
2439 Ulugbek eller 1977 QX2 är en asteroid i huvudbältet som upptäcktes den 21 augusti 1977 av den rysk-sovjetiske astronomen Nikolaj Tjernych vid Krims astrofysiska observatorium på Krim. Den har fått sitt namn efter astronomen Ulug Beg.
Asteroiden har en diameter på ungefär 21 kilometer och den tillhör asteroidgruppen Themis.